# 5iftyy
Remon Efrem Ghide, känd under artistnamnet 5iftyy, född 13 juli 2001 i Enköping, Uppsala län, är en svensk gängkriminell rappare från Upplands Bro, Stockholms län. 5iftyy är mest känd för sina samarbeten med Moewgli, som under 2020 till 2021 skapade ett flertal uppmärksammade singlar. 

## Biografi
5iftyy har sedan starten av sin karriär täckt sitt ansikte med en mask. Anledningen till det är, enligt egen utsago, att han vill kunna vara ute utan att bli igenkänd.
I början av 2020 debuterade 5iftyy tillsammans med Moewgli på singeln "Problem". I samband med släppet skapade de två hiphopkollektivet Livet Leker Music. Musiken släpptes självständigt via distributionstjänsten Amuse, men musiksläppen etiketterades fonografiskt under kollektivnamnet Livet Leker eller förkortningen LL. Duon 5iftyy och Moewgli splittrades 2022 efter att den sistnämnde valde att lägga mikrofonen på hyllan.
I juni 2020 kom 5iftyys genombrott som soloartist med singeln "Mademoiselle". Singeln hade i september 2023 över sju miljoner spelningar på Spotify.
I juli samma år gästade 5iftyy och Moewgli Einárs singel "Pop Smoke". Singeln nådde en femteplats på Sverigetopplistan och hade i oktober 2023 över 24 miljoner spelningar på Spotify. Singeln ledde till ett flertal samarbeten mellan 5iftyy och Einár, bland annat på hans fjärde studioalbum Unge med extra energi, där kollaborationsspåret "Goodnight" nådde en 78:e plats på Sverigetopplistan.
2021 släpptes 5iftyys singel "Chiquita" tillsammans med Einár som nådde en 42:a plats på Sverigetopplistan. Under tiden för låtsläppet satt 5iftyy frihetsberövad, vilket gjorde att hans kollektiv Livet Leker släppte musiken åt honom. Förutom "Chiquita" släpptes singlarna "Content", "Kvar II, Pt. 2" (med Moewgli), "Historia" (med MiMs), "Rutin" och "Goodiebag" i 5iftyys frånvaro. 

## Kriminalitet och gängmedlemskap
I juli 2021 dömdes Ghide till två år och tio månaders fängelse för grovt narkotikabrott. I samma mål dömdes även Moewgli, men han överklagade till hovrätten och frikändes senare.
Efter att 5iftyy hade släppts från sitt fängelsestraff började han mer och mer agera som en gangfluencer för det kriminella nätverket Foxtrot, vilket började märkas när han i februari 2023 släppte singeln "Oppblock". Ur ett lyriskt perspektiv var "Oppblock" betydligt mer explicit än hans föregående släpp och han visade i låtens musikvideo upp skyltar med motivet "Team Fox", sedelhögar som formade ordet "FOX" och ett flertal personer vars ansikten hade suddats ut och ersatts med rävsymboler.
Ghide har av polisen kopplats till grov organiserad brottslighet och har beskrivits tillhöra det övre skiktet av Bronätverket. Efter singeln "Oppblock" i februari 2023 har Ghide kopplats till nätverket Foxtrots ledare Rawa Majids närmsta krets. 5iftyy har refererat till Foxtrotnätverket i sina låttexter, på sociala medier och i musikvideor, där högt uppsatta medlemmar ur nätverket bland annat har skymtats. Dessa har sina ansikten täckta med rävemojis, och dyra ringar och kedjor med rävmotiv har visats upp.
I introt till singeln "On Sight" från oktober 2023 samplade Ghide ett röstmeddelande från Rawa Majid, där Majid enligt uppgifter påstods hota misstänkta mordutförare.
I oktober 2023 greps 5iftyy, tillsammans med bland annat sin manager och tre andra, av en tunisisk specialenhet, misstänkt för bland annat grovt narkotikabrott, men även terrorism.

## Diskografi

### Singlar
| År   | Titel                                    | Topplistenoteringar |
| År   | Titel                                    | SWE                 |
| ---- | ---------------------------------------- | ------------------- |
| 2020 | "Tid Är Pengar"                          | –                   |
| 2020 | "Mademoiselle"                           | –                   |
| 2020 | "Luren Skakar" (5iftyy, Einár & Moewgli) | 56                  |
| 2021 | "Content"                                | –                   |
| 2021 | "Historia" (med MiMs)                    | –                   |
| 2021 | "Chiquita" (med Einár)                   | 42                  |
| 2021 | "Rutin"                                  | –                   |
| 2022 | "GoodieBag"                              | –                   |
| 2023 | "Oppblock"                               | –                   |
| 2023 | "Toto rina"                              | –                   |
| 2023 | "Gulag" (med Nummeruno)                  | –                   |
| 2023 | "On Sight"                               | 78                  |

### Gästningar och samarbeten
| År   | Titel                                            | Topplistenoteringar | Album                 |
| År   | Titel                                            | SWE                 | Album                 |
| ---- | ------------------------------------------------ | ------------------- | --------------------- |
| 2020 | "Problem" (Moewgli & 5iftyy)                     | –                   |                       |
| 2020 | "Stay Strapped" (Moewgli & 5iftyy)               | –                   |                       |
| 2020 | "Pop Smoke" (Einár med Moewgli & 5iftyy)         | 5                   | Unge med extra energi |
| 2020 | "Goodnight" (Einár med Moewgli & 5iftyy)         | 78                  | Unge med extra energi |
| 2020 | "Kvar" (Moewgli & 5iftyy)                        | –                   |                       |
| 2021 | "Kvar II, Pt. 2" (Moewgli & 5iftyy)              | –                   |                       |
| 2021 | "Dedikerade" (23 med Einár och Moewgli & 5iftyy) | –                   | Feelings              |
| 2022 | "High" (5iftyy & MiMs)                           | –                   |                       |